# Liste der Mitglieder des liechtensteinischen Landtags (1962)
Diese Liste führt die Mitglieder des Landtags des Fürstentums Liechtenstein auf, der aus den Wahlen am 25. März 1962 hervorging. Erstmals nach neun Jahren nahm an dieser Wahl wieder eine dritte Partei teil. Die Christlich-soziale Partei Liechtensteins (CSP) scheiterte aber an der 18-Prozent-Hürde und zog nicht in den Landtag ein. Nach einer Beschwerde, in der die CSP bestand darauf, bei der Verteilung der Mandate berücksichtigt zu werden, entschied der Staatsgerichtshof, dass es rechtens war. Er entschied jedoch, dass die 18-Prozent-Hürde verfassungswidrig sei, und hob sie auf. Nach einer Wahlrechtsänderung 1973 wurde sie durch eine 8-Prozent-Hürde ersetzt.

## Zusammensetzung
Von 3646 Wahlberechtigten nahmen 3452 Personen an der Wahl teil (94,7 %). Von den abgegebenen Stimmen waren 3389 gültig. Die Stimmen und Mandate verteilten sich in den beiden Wahlkreisen – Oberland und Unterland – wie folgt:
| Partei                              | Stimmen  | Stimmen   | Stimmen   | Stimmen       | Sitze    | Sitze     | Sitze     |
| ----------------------------------- | -------- | --------- | --------- | ------------- | -------- | --------- | --------- |
| Partei                              | Oberland | Unterland | insgesamt | Stimmenanteil | Oberland | Unterland | insgesamt |
| Fortschrittliche Bürgerpartei (FBP) | 1038     | 561       | 1599      | 47,18 %       | 5        | 3         | 8         |
| Vaterländische Union (VU)           | 1'023    | 425       | 1448      | 42,73 %       | 4        | 3         | 7         |
| Christlich-Soziale Partei (CSP)     | 217      | 125       | 342       | 10,09 %       | 0        | 0         | 0         |

## Liste der Mitglieder
| Name                  | Fraktion | Wahlkreis | Stimmen | Bemerkung         |
| --------------------- | -------- | --------- | ------- | ----------------- |
| Johann Beck           | VU       | Oberland  | 1064    |                   |
| Ernst Büchel          | FBP      | Unterland | 555     |                   |
| Hans Gassner          | FBP      | Oberland  | 1040    |                   |
| Roman Gassner         | VU       | Oberland  | 1073    |                   |
| Leo Gerner            | FBP      | Unterland | 535     |                   |
| Franz Nägele          | VU       | Unterland | 474     |                   |
| Alois Oehri           | VU       | Unterland | 418     |                   |
| Georg Oehri           | FBP      | Unterland | 528     |                   |
| Paul Oehri            | VU       | Unterland | 442     |                   |
| Meinrad Ospelt        | FBP      | Oberland  | 1005    |                   |
| Martin Risch          | FBP      | Oberland  | 1073    | Landtagspräsident |
| Otto Schädler         | VU       | Oberland  | 1067    |                   |
| Franz Josef Schurte   | FBP      | Oberland  | 941     |                   |
| Alois Vogt            | VU       | Oberland  | 1047    |                   |
| Stefan Wachter junior | FBP      | Oberland  | 1000    |                   |

## Liste der Stellvertreter
| Name             | Fraktion | Wahlkreis | Anmerkung | Bemerkung |
| ---------------- | -------- | --------- | --------- | --------- |
| Fidel Brunhart   | FBP      | Oberland  | 889       |           |
| Alfons Büchel    | FBP      | Unterland | 522       |           |
| Josef Büchel     | FBP      | Oberland  | 903       |           |
| Oswald Hasler    | VU       | Unterland | 408       |           |
| Alois Hassler    | VU       | Unterland | 385       |           |
| Hans Hilti       | VU       | Oberland  | 879       |           |
| Josef Hoop       | FBP      | Unterland | 422       |           |
| Martin Kind      | VU       | Unterland | 358       |           |
| Marzellin Kindle | FBP      | Oberland  | 877       |           |
| Samuel Kindle    | VU       | Oberland  | 924       |           |
| Otto Kranz       | FBP      | Unterland | 417       |           |
| Gustav Ospelt    | VU       | Oberland  | 886       |           |
| Andreas Vogt     | VU       | Oberland  | 1042      |           |
| Guido Wolf       | FBP      | Oberland  | 816       |           |